# Saint-Antoine-de-Tilly
Pour les articles homonymes, voir Saint-Antoine.
Saint-Antoine-de-Tilly est une municipalité du Québec d'environ 1 752 habitants située dans la MRC de Lotbinière dans la Chaudière-Appalaches.
Saint-Antoine-de-Tilly est à 25 kilomètres de Québec, sur la rive sud du fleuve Saint-Laurent, route 132, en direction ouest. Cette municipalité qui fait partie de l'Association des plus beaux villages du Québec a fêté son 300e anniversaire en 2002.
Cette municipalité, constituée le 1er juillet 1855, a une superficie d'environ 59,6 km2 et a une densité d'environ 28,22 habitants/km2.

## Toponymie
La paroisse est d'abord connue sous le nom Saint-Antoine-de-Pade de Tilly. Elle honore ainsi saint Antoine de Padoue. Le nom Tilly fait référence à Pierre-Noël Le Gardeur, sieur de Tilly.
Les personnes de cette municipalité sont des Antoniens et des Antoniennes.

## Histoire
- 1672 - Le territoire est donné à un lieutenant du régiment de Carignan, le sieur Claude-Sébastien de Villieu, par l'intendant Jean Talon[3].
- 1700 - Le territoire de la municipalité est vendue à Pierre-Noël Le Gardeur, sieur de Tilly et elle adopte ce nouveau nom[3].
- 1702 - Érection canonique de la municipalité[2].
- 1759 - La municipalité est le site d'une bataille lors de la Conquête[3].
- 1845 - Première fondation de la municipalité de paroisse, de laquelle Saint-Apollinaire se détache[2].
- 1847 - La municipalité de paroisse est abolie[2].
- 1855 - Deuxième fondation de la municipalité de paroisse[3].
- 4 mars 1995 - La municipalité de paroisse de Saint-Antoine-de-Tilly change de statut pour devenir la municipalité de Saint-Antoine-de-Tilly[2].

## Géographie
La municipalité est située sur la rive de l'estuaire fluvial du Saint-Laurent.

## Démographie
| 1861  | 1871  | 1881  | 1891  | 1901  | 1911  | 1921  | 1931 |
| ----- | ----- | ----- | ----- | ----- | ----- | ----- | ---- |
| 2 000 | 1 809 | 1 786 | 1 450 | 1 416 | 1 325 | 1 234 | 968  |

| 1941  | 1951  | 1956  | 1961  | 1966  | 1971  | 1976  | 1981  |
| ----- | ----- | ----- | ----- | ----- | ----- | ----- | ----- |
| 1 120 | 1 310 | 1 263 | 1 201 | 1 160 | 1 105 | 1 173 | 1 313 |

| 1986  | 1991  | 1996  | 2001  | 2006  | 2011  | 2016  | 2021  |
| ----- | ----- | ----- | ----- | ----- | ----- | ----- | ----- |
| 1 290 | 1 364 | 1 381 | 1 417 | 1 449 | 1 604 | 1 598 | 1 682 |

Le recensement de 2011 y dénombre 1 604 habitants, soit 10,7 % de plus qu'en 2006,.

## Administration
Les élections municipales se font en bloc pour le maire et les six conseillers.
| Saint-Antoine-de-Tilly Maires depuis 2001                                                                            |                      |                     |          |
| Élection | Maire                | Qualité             | Résultat |
| 2001 | Robert A.-Boucher    |                     | Voir     |
| 2005 | Michel Cauchon       |                     | Voir     |
| 2009 | Ghislain Daigle      |                     | Voir     |
| 2013 | Christian Richard    |                     | Voir     |
| 2017 | Christian Richard    | Voir                |          |
| 2021 | Guy Lafleur          |                     | Voir     |
| sept. 2022 | Myriam Lambert-Dumas | Mairesse suppléante | Voir     |
| oct. 2022 | Richard Bellemare    |                     | Voir     |
| Élection partielle en italique Depuis 2005, les élections sont simultanées dans toutes les municipalités québécoises |                      |                     |          |

### Circonscriptions électorales provinciales et fédérales
Saint-Antoine-de-Tilly fait partie de la circonscription électorale fédérale de Lévis—Lotbinière et fait partie de la circonscription électorale provinciale de Lotbinière-Frontenac.

## Économie

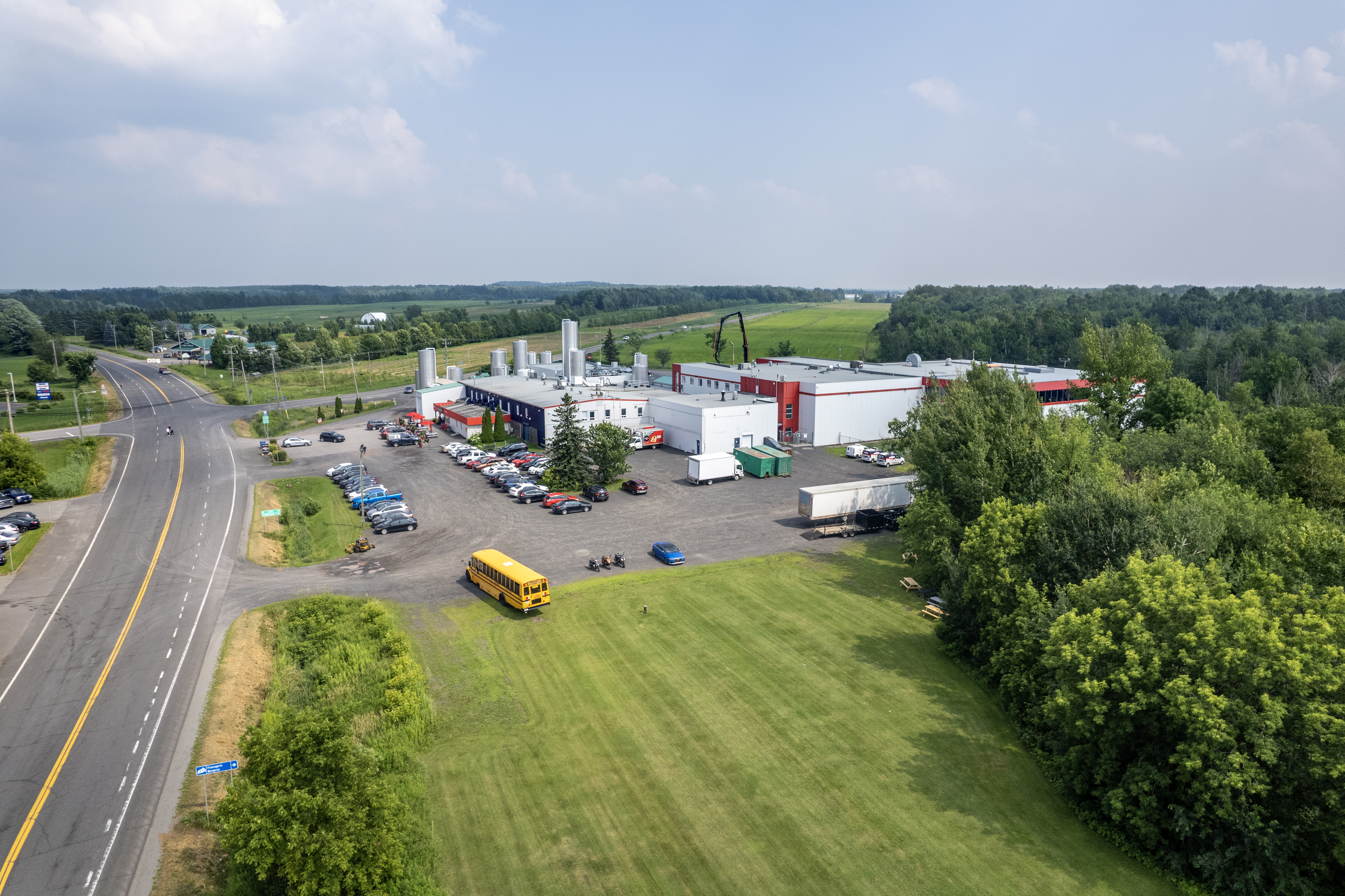
Fromagerie Bergeron à Saint-Antoine-de-Tilly.

## Transport
Les routes 132 et 273 traversent cette municipalité.

## Éducation
Les écoles primaires et secondaires font partie du Centre de services scolaire des Navigateurs.

### Éducation primaire
Saint-Antoine contient une école primaire : L'École de la Clé-d'Or.

### Éducation secondaire
L'école secondaire la plus près est l'École secondaire Pamphile-Le May à Sainte-Croix.

### Éducation collégiale
L'établissement collégial le plus près est le Centre d'études collégiales de Lotbinière, qui fait partie du Cégep de Thetford et qui est situé à Saint-Agapit.

### Éducation universitaire
L'établissement universitaire le plus près est l'Université Laval, qui est situé dans la ville de Québec.

## Santé
Située près de Laurier-Station, de Lévis et de Québec, la municipalité est desservie par différents services médicaux.

### Services médicaux
Le CLSC le plus proche est situé à Laurier-Station (CLSC de Laurier-Station) et le centre hospitalier le plus près est à Lévis (Hôtel-Dieu de Lévis).

## Médias

### Journal municipal
Le trait d'union est un journal municipal mensuel de Saint-Antoine-de-Tilly.
Le Peuple Lotbinière est un journal hebdomadaire qui couvre les nouvelles des municipalités de la municipalité régionale de comté de Lotbinière, incluant Saint-Antoine-de-Tilly.

## Patrimoine

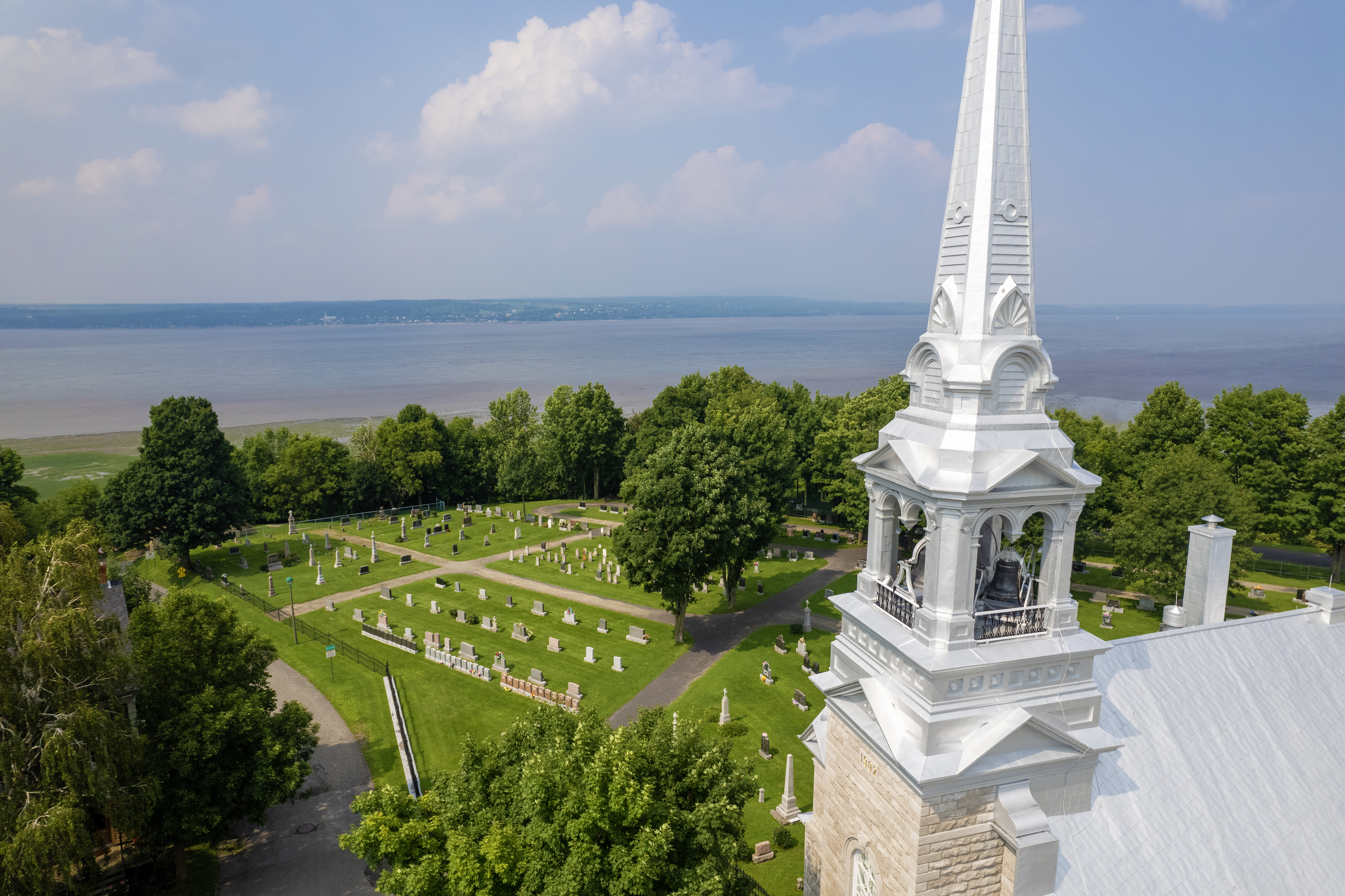
Église de Saint-Antoine-de-Tilly

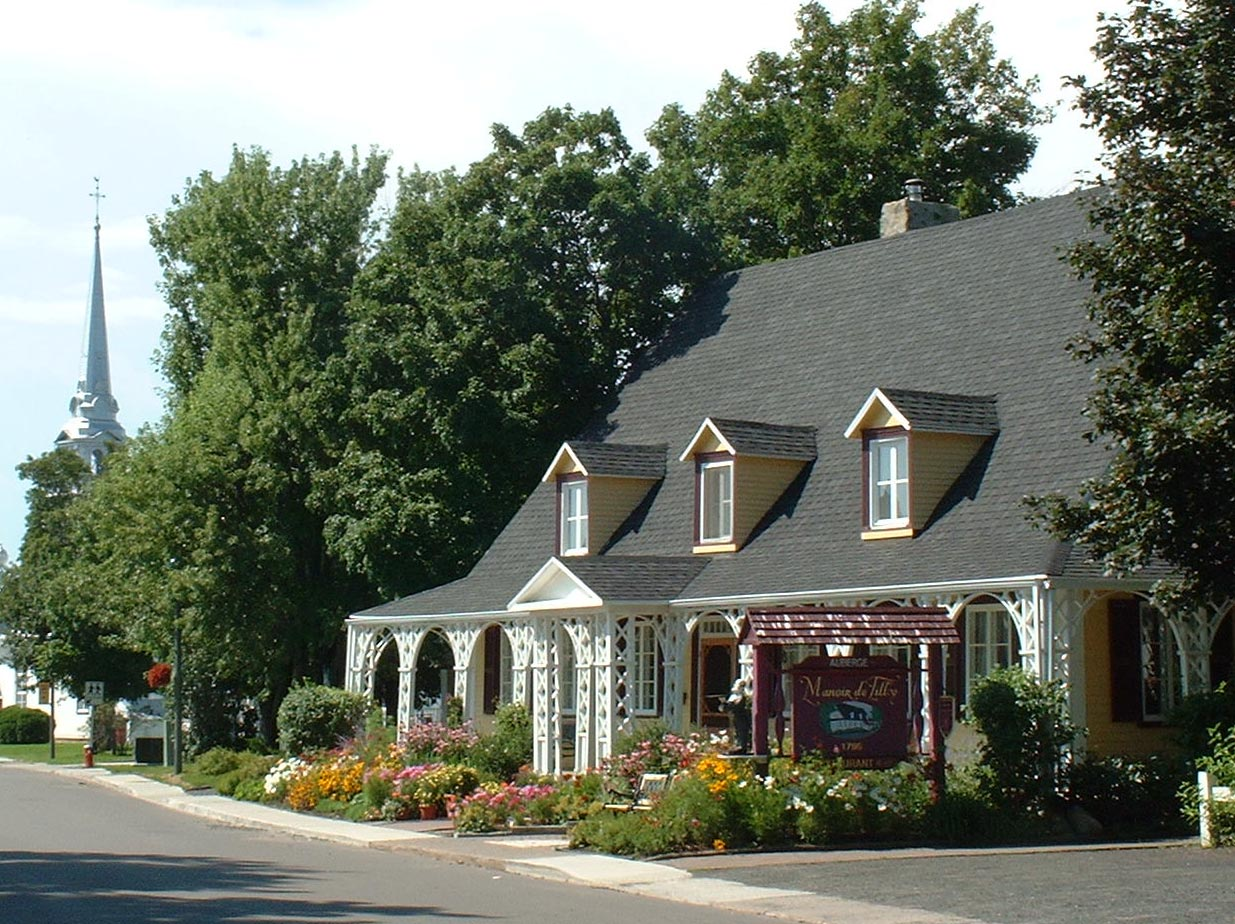
Manoir de Tilly

L'église de Saint-Antoine de Tilly est construite entre 1786 et 1788. Son décor intérieur est réalisé par l'architecte Thomas Baillairgé. Fréquemment associé à l'architecte, l'entrepreneur André Paquet dit Lavallée réalise le décor intérieur, soit la fausse-voûte, le retable, le maître-autel, la chaire et le banc d'œuvre. Acquises par les religieux Louis-Joseph Desjardins et Philippe-Jean-Louis Desjardins, quatre toiles anciennes par Aubin Vouet, Claude François dit frère Luc, Samuel Massé et A. Oudry complètent la décoration. Son ancien tabernacle se trouve aujourd'hui à l'église de Saint-Damase. L'architecte David Ouellet conçoit sa nouvelle façade monumentale vers 1901. Un orgue Casavant est installé vers 1931. L'église de Saint-Antoine-de-Tilly est classée comme immeuble patrimonial depuis 1963. Le presbytère et le calvaire sont également classés. Le cimetière adjacent se nomme également Saint-Antoine-de-Padoue. On y retrouve une croix, parfois nommée calvaire.
Sur le plan du patrimoine résidentiel, la municipalité compte plusieurs maisons anciennes dont le manoir de Tilly (1786), la maison Dionne (1850) et des maisons d’inspiration victorienne ou Regency.
Sur le plan du patrimoine commercial et agricole, l'ancien magasin général Normand est construit vers 1894. Il subsiste un hangar remontant au milieu du XIXe siècle. Parmi les bâtiments agricoles construits au tournant du XXe siècle, relevons un atelier de menuiserie, une beurrerie, une écurie et un poulailler. Construite en 1901, une grange octoganale à l'entrée du village est le seul témoin local de ce type d'architecture.
Agrandi en différents moments entre 1871 et 1956, le site du phare de Cap de la Madeleine comprend le phare, deux maisons, un abri et un hangar.

## Archives
Le fonds d'archives de la Seigneurie de Tilly est conservé au centre d'archives de Québec de Bibliothèque et Archives nationales du Québec.